# Myriam Waisberg
Myriam Waisberg Isackson (Mendoza, Argentina, 11 de septiembre de 1919 - Santiago de Chile, 5 de junio de 2004) fue una arquitecta y profesora argentina y chilena.

## Biografía
Se tituló como arquitecta en la Universidad de Chile en 1950 y fue profesora de la misma universidad desde 1951, y luego se desempeñó en la Universidad de Valparaíso. Estudió Biblioteconomía y obtuvo el título en 1952.

## Trayectoria
Fue una de las pioneras de la investigación patrimonial arquitectónica de Valparaíso, figura principal en el estudio, investigación, preservación y divulgación del patrimonio arquitectónico chileno, especialmente, el de la ciudad de Valparaíso desde 1976. Dicho trabajo canalizó e impulsó la propuesta de Valparaíso como Patrimonio de la Humanidad ante la UNESCO.
El trabajo en equipo y la formación de generaciones de alumnos en investigación y concientización patrimonial fue otro baluarte profesional. Myriam Waisberg formó parte del Departamento de Teoría e Historia de la Arquitectura en la Universidad de Chile y formó el Centro de Investigación de Valparaíso en la Universidad de Valparaíso en el año 1965. 
Waisberg participó también en proyectos urbanos, como la restauración del sector La Matriz (barrio puerto de Valparaíso) y como visitadora especial del Consejo de Monumentos Nacionales, en la Región de Valparaíso.

## Reconocimientos
Myriam Waisberg obtuvo premios y reconocimientos. Entre ellos: premio del III Concurso Iberoamericano otorgado por el Instituto Eduardo Torroja (Madrid, España) en 1989; la Medalla por la trayectoria profesional, académica y gremial en 1992, otorgada por el Colegio de Arquitectos de Chile; el reconocimiento del Círculo de Críticos de Arte de Valparaíso en 1994; el Premio de Conservación de Monumentos Nacionales en 1998. y de la Municipalidad de Valparaíso como Ciudadana Ilustre en 1999.
El Archivo de Historia de la Arquitectura de Valparaíso, se constituyó oficialmente el Fondo Myriam Waisberg en el año 2012.

## Publicaciones
Waisberg publicó varios libros dedicados a dar a conocer la riqueza patrimonial del puerto. Entre ellos se destacan:
- 1975, "Joaquín Toesca: arquitecto y maestro"
- 1978, "En torno a la historia de la arquitectura chilena"
- 1987, "Las casas de Playa Ancha"
- 1992, "La arquitectura religiosa de Valparaíso"